# Legge marziale
La legge marziale (lett. "legge del dio Marte") è un sistema di governo in cui le leggi ordinariamente in vigore in uno Stato vengono temporaneamente sospese e i tribunali militari vengono investiti di un ampio potere giudiziario.
L'aggettivo marziale deriva dal latino martialis, aggettivo derivato dal nome di Marte (in latino Mars), antico dio italico e romano venerato soprattutto come divinità guerresca. In epoca contemporanea questa legge ha mantenuto l’aggettivo “marziale” per via della “Loi Martiale”, istituita in Francia durante la prima fase della Rivoluzione francese. Questo provvedimento, a sua volta ispirato al Riot Act inglese della prima metà del ‘700, ha ispirato tutte le successive normative militari di emergenza.

## Caratteristiche
La legge marziale può entrare in vigore in diversi casi: 
- in caso di stato di guerra della nazione colpita;
- per eccezionali esigenze di ordine pubblico (come ad esempio una catastrofe naturale o un tentativo di rivoluzione);
- dopo un golpe militare (colpo di stato), in cui in uno Stato si instaura una dittatura di stampo militare, come avvenuto ad esempio in Thailandia il 20 maggio 2014.[2]

Di solito, la legge marziale riduce alcuni dei diritti normalmente garantiti ai cittadini: viene limitata la durata dei processi e si prescrivono sanzioni più severe rispetto alla legge ordinaria. In alcuni Stati la legge marziale prescrive la pena di morte per alcuni crimini, anche se le leggi ordinarie non riconoscono tale pena nel proprio sistema, come è stato in Italia fino al 1994.
Esempi di questa forma di controllo e repressione dei cittadini si ritrovano anche nella Germania Est e nella Repubblica Federale di Germania dopo la fine della seconda guerra mondiale, o nel Sud degli Stati Uniti successivamente alla guerra di secessione americana. In tempi recenti, in Canada, durante le proteste del Convoglio della libertà, Justin Trudeau invocò l'Emergency Act, azione condannata da molte associazioni, come Canadian civil liberties association, che giudicò la misura incostituzionale.

## Legge marziale in stato di guerra
Soprattutto nella prima metà del Novecento, ed in particolare durante le due guerre mondiali, le nazioni in stato di guerra instauravano quasi immediatamente la legge marziale, che però non scardinava l'intero impianto giuridico, ma riguardava principalmente i disertori, i renitenti alla leva e le spie. Nell'Italia del 1943, divisa tra Repubblica di Salò a nord e Italia occupata dagli Alleati a sud, Benito Mussolini, per evitare ribellioni o fughe di massa ed ingrossare il più possibile le file dei soldati della Repubblica Sociale Italiana, instaurò le leggi marziali attraverso delle corti apposite, che dovevano giudicare di volta in volta i diversi casi.